# Sobralia
Sobralia es un género que tiene asignada 125 especies de orquídeas, de la tribu Epidendreae perteneciente a la familia (Orchidaceae). Algunas especies reciben el nombre común de chica en Panamá.
El género fue nombrado en honor del botánico español Francisco Sobral.

## Hábitat
Es nativo de América tropical en la región de México y Sudamérica.

## Descripción
Es una planta terrestre,
o litófita epífita con hojas bilobadas que florece en una simple inflorescencia. Tiene el tallos rojizos que se alza con una inflorescencia desde su ápice con 1 o 2 flores que tienen muy corta vida. El género se caracteriza por ser mayormente terrestre y tener tallo rojizo con hojas más grandes que el tallo. Tienen ocho polinias.La recientemente descubierta Sobralia piedrahitae es una orquídea litófita que su flor dura de 3 a 5 díasfue descubierta en Colombia por Daniel Piedrahíta.